# Фехтування на літніх Олімпійських іграх 1900
На літніх Олімпійських іграх 1900 року було проведено сім змагань з фехтування. У них взяли участь 260 фехтувальників з 19 країн. Змагання проводились в саду Тюїльрі.

## Медалі

### Таблиця медалей
Легенда
      Країна-господар (Франція)
| Місце             | Країна            |   |   |   | Усього |
| ----------------- | ----------------- | - | - | - | ------ |
| 1                 | Франція (FRA)     | 5 | 5 | 5 | 15     |
| 2                 | Куба (CUB)        | 1 | 1 | 0 | 2      |
| 2                 | Італія (ITA)      | 1 | 1 | 0 | 2      |
| 4                 | Австрія (AUT)     | 0 | 0 | 2 | 2      |
| Усього (4 країни) | Усього (4 країни) | 7 | 7 | 7 | 21     |

### Медалі за дисциплінами
| Дисципліна                      | Золото                 | Срібло                 | Бронза                  |
| ------------------------------- | ---------------------- | ---------------------- | ----------------------- |
| Шпага                           | Рамон Фонст (CUB)      | Луї Пере (FRA)         | Леон Се (FRA)           |
| Шпага серед маєстро             | Альбер Айя (FRA)       | Еміль Буньоль (FRA)    | Анрі Лоран (FRA)        |
| Шпага серед аматорів та маєстро | Альбер Айя (FRA)       | Рамон Фонст (CUB)      | Леон Се (FRA)           |
| Рапіра                          | Еміль Кост (FRA)       | Анрі Массон (FRA)      | Марсель Буланже (FRA)   |
| Рапіра серед маєстро            | Люсьєн Меріньяк (FRA)  | Альфонс Кіршофер (FRA) | Жан Батіст Мім'яг (FRA) |
| Шабля                           | Жорж де ла Фалез (FRA) | Лєон Тібо (FRA)        | Зігфрід Флеш (AUT)      |
| Шабля серед маєстро             | Антоніо Конте (ITA)    | Італо Сантеллі (ITA)   | Мілан Нераліч (AUT)     |

## Країни, що брали участь
- Австрія (AUT) (9)
- Аргентина (ARG) (1)
- Бельгія (BEL) (5)
- Велика Британія (GBR) (3)
- Данія (DEN) (1)
- Куба (CUB) (1)
- Нідерланди (NED) (1)
- Німеччина (GER) (1)
- Російська імперія (RU1) (2)
- США (USA) (3)
- Угорщина (HUN) (5)
- Франція (FRA) (211)
- Швейцарія (SUI) (3)
- Швеція (SWE) (1)
- Іспанія (ESP) (1)
- Італія (ITA) (8)